# Chamleh (ort i Zanjan)
Chamleh (persiska: چمله, چِملِ, چَمَلِه) är en ort i Iran.   Den ligger i provinsen Zanjan, i den nordvästra delen av landet, 250 km nordväst om huvudstaden Teheran. Chamleh ligger 458 meter över havet och antalet invånare är 221.
Terrängen runt Chamleh är varierad.Runt Chamleh är det ganska glesbefolkat, med 30 invånare per kvadratkilometer. Närmaste större samhälle är Āb Bar, 13,8 km norr om Chamleh. Trakten runt Chamleh består i huvudsak av gräsmarker.